# Melicerita temaukeli
Melicerita temaukeli is een mosdiertjessoort uit de familie van de Cellariidae. De wetenschappelijke naam van de soort is voor het eerst geldig gepubliceerd in 1997 door Moyano.